# HOMO/LUMO

Diagrama de l'HOMO i LUMO d'una molècula. Cada cercle representa un electró dins un orbital la llum fa saltar l'HOMO al LUMO

Model de CO2 en orbital molecular alt

Model de CO2 en orbital baix

En química, HOMO i LUMO són tipus d'orbitals moleculars. Els acrònims responen a "highest occupied molecular orbital" i "lowest unoccupied molecular orbital", respectivament.
La diferència d'energia entre el HOMO i el LUMO es diu "HOMO-LUMO gap". HOMO i LUMO es denominen de vegades "orbitals fronterers" a la teoria orbital molecular fronterera. La diferència d'energia entre aquests dos orbitales fronterers es pot utilitzar per predir la força i l'estabilitat del metall de transició, així com els colors que produeixen en la solució.
.
Aproximadament, el nivell HOMO és a semiconductors orgànics, el que la banda de valència és màxima als semiconductors inorgànics i puntes quàntiques. Existeix la mateixa analogia entre el nivell LUMO i la mínima banda de conducció.
En la química organometàl·lica, la mida del lòbul LUMO pot ajudar a predir on hi haurà addició de ligands pi.

## SOMO
Un SOMO és un  orbital molecular ocupat individualment  tal com un HOMO mig complet d'un radical. Aquesta sigla també es pot ampliar a "orbital molecular semi ocupat".